# Танзак
Танза́к (фр. Tanzac) — коммуна во Франции, находится в регионе Пуату — Шаранта. Департамент коммуны — Шаранта Приморская. Входит в состав кантона Жемозак. Округ коммуны — Сент.
Код INSEE коммуны — 17438.

## Население
Население коммуны на 2010 год составляло 303 человека.
| 1962 | 1968 | 1975 | 1982 | 1990 | 1999 | 2010 |
| ---- | ---- | ---- | ---- | ---- | ---- | ---- |
| 302  | 288  | 262  | 248  | 230  | 251  | 303  |